# Lægevidenskab
Lægevidenskab er den gren af videnskaben der omfatter diagnose, behandling og forebyggelse af sygdom. Lægevidenskab kaldes også medicin.
Lægevidenskab kan opdeles i to dele:
1. Den humane medicin for mennesker.
2. Den veterinære medicin for dyr.

Lægevidenskab er også betegnelsen for lægeuddannelsen på universiteter (medicinstudiet) ved lægevidenskabelige fakulteter. I Danmark kan lægevidenskab studeres på Københavns Universitet, Syddansk Universitet, Århus Universitet og Aalborg Universitet.
Studiet af den humane medicin omfatter på danske universiteter blandt andet:
- Almen kemi og organisk kemi
- Almen medicin
- Anatomi
- Anæstesiologi
- Arbejdsmedicin
- Biokemi
- Cytologi
- Dermatologi og venerologi
- Embryologi
- Epidemiologi
- Farmakologi
- Fysiologi
- Genetik
- Gynækologi og obstetrik
- Histologi
- Hygiejne
- Immunologi
- Intern medicin
- Kardiologi
- Karkirurgi
- Klinisk biokemi
- Medicinsk filosofi og videnskabsteori
- Medicinsk fysik
- Medicinsk kommunikation
- Medicinsk statistik og forskningsmetodologi
- Mikrobiologi
- Neuroanatomi
- Neurofysiologi
- Neurokirurgi
- Neuromedicin
- Oftalmologi
- Ortopædkirurgi
- Oto-rhino-laryngologi
- Parenchymkirurgi
- Patologi
- Patologisk anatomi
- Psykiatri
- Psykologi
- Pædiatri
- Radiologi
- Radioterapi og onkologi
- Retsmedicin
- Reumatologi
- Socialmedicin
- Sociologi
- Thoraxkirurgi
- Traumatologi
- Urologi
- Virologi

## Dansk litteratur
- Jacobsen, Kurt og Klaus Larsen (2017): Ve og velfærd - Læger, sundhed og samfund gennem 200 år. Fadl Forlag